# Mellicta submaxima
Mellicta submaxima är en fjärilsart som beskrevs av Ruggero Verity 1924. Mellicta submaxima ingår i släktet Mellicta och familjen praktfjärilar. Inga underarter finns listade i Catalogue of Life.